# SN 2003jz
SN 2003jz – supernowa typu Ia odkryta 13 listopada 2003 roku w galaktyce UGC 5225. W momencie odkrycia miała maksymalną jasność 17,50m.